# Édouard-Jean Molé
Pour les articles homonymes, voir Mole.
Édouard-Jean Molé, seigneur de Lassy et de Champlâtreux, est un parlementaire français né vers 1610 et mort le 6 août 1682.

## Biographie
Fils de Mathieu Molé (1584-1656), seigneur de Lassy et de Champlâtreux, président aux requêtes du palais, procureur général, président puis garde des sceaux et de Renée de Nicolaÿ, il était issu d'une famille de parlementaire originaire de Troyes.
Cette maison, l’une des plus célèbres de la noblesse parlementaire, héritière d’un prospère commerce de draps depuis le milieu de XVe siècle, s'était fixée à Paris au XVIe siècle, agrégée à la noblesse par charges parlementaires depuis 1537, elle dut surtout son élévation à Mathieu Molé, premier président pendant la Fronde. Elle a donné sept présidents au parlement de Paris, un évêque au XVIIIe siècle, un premier ministre sous la monarchie de juillet, s’est alliée aux Cossé-Brissac, aux Nicolaÿ, aux Lamoignon, s’est éteinte dans la maison de Noailles mais est restée surtout de robe.
Édouard-Jean Molé tint successivement les charges de conseiller au parlement de Paris (1637), maître des requêtes (1643), conseiller d’état, intendant de justice et président à mortier (1657), et mourut le 6 août 1682.
Marié dès 1643 à Madeleine Garnier, qui succomba elle-même d’une crise d’apoplexie dès le 18 juillet 1661, il eut six enfants dont Louis Molé (1638-1709), seigneur de Champlâtreux, président à mortier au parlement de Paris en survivance (1682)

## Iconographie
- Portrait peint par Hyacinthe Rigaud en 1682 pour 44 livres (« M. Le Président Molé, [le père] »)[1].